# Горішній Балван
Горішній Балван (мак. Горни Балван) — село у Північній Македонії, яке входить до общини Карбинці, що в Східному регіоні країни.
Громада складається з 57 осіб (перепис 2002):і всі македонці. Село розкинулося в низинній місцевості (середні висоти — 351 метрів), яку македонці називають Овче поле.